# Chilophaga colorati
Chilophaga colorati är en tvåvingeart som först beskrevs av Ephraim Porter Felt 1918.  Chilophaga colorati ingår i släktet Chilophaga och familjen gallmyggor. Inga underarter finns listade i Catalogue of Life.